# 柴山洲特别区第二农民银行
柴山洲特别区第二农民银行，1927年初湖南省衡山县柴山洲特别区农民协会在柴山洲（今属湖南省衡东县三樟镇柴山洲村）油麻田刘家祠堂成立的一家银行，1927年6月停止活动，曾发行白竹布质的货币。

## 成立背景
柴山洲毗邻湘江，因湘江在此绕弯而呈半岛形地貌。1920年代初，柴山洲属衡山县，地处湘潭、株洲、衡山三县的交会处，该地河运交通发达，经济文化交流活跃，有900户4000多人口。因地势低洼，柴山洲很容易发生旱涝灾害，农民因受灾等原因导致生产生活困难后，往往向地主借贷，这些贷款通常是年利息高于40%的高利贷，利滚利地对农民进行盘剥。
封建军阀赵恒惕和大地主刘岳峙被中共衡山地委和衡山县农民协会视为阻碍衡山大革命运动的两大封建堡垒，中共衡山地委于1923年9月在赵恒惕的家乡白果建立岳北农工会，开展农民运动。1925年底，毛泽东指派刚从广州农民运动讲习所毕业的湖南省农民运动特派员贺尔康到刘岳峙的家乡柴山洲指导农民运动。1926年初，贺尔康在柴山洲秘密成立中共柴山洲支部，并在柴山洲夏拜公祠成立柴山洲特别区农民协会。
因为农民运动的影响，农民和地主的矛盾激化，地主不再借给给农民钱粮，缺钱缺粮的农民们的生产和生计均成了亟待解决的问题。为此，中共柴山洲支部和柴山洲特别区农民协会开始着手筹建银行和合作社以期解决出现的问题。1926年4月，贺尔康成立柴山洲特别区农民银行筹备处。1926年末，柴山洲特别区第一农民银行正式成立，是中国共产党创建的第一家农民银行。第一农民银行成立后曾用白竹布发行自制货币，该币曾在衡山、湘潭一带流通。

## 历史
第一农民银行银元票发行后，行用效果颇好，柴山洲特别区农民协会又于1927年2月、3月间，在油麻田成立第二农民银行，该行行址设于油麻田刘家祠堂，肖雨成任经理，柳晋生任副经理，马观连任监察员。该行向地主派捐筹得1000元作为银行基金，并发行有布质银元票。该币与第一银行的银元票在当地同时流通交易，可相互使用。
1927年5月21日，国民革命军第三十五军第三十三团团长許克祥在长沙发动马日事变，随后武汉国民政府下的国民党右派纷纷发动反共政变。衡山县挨户团副主任兼常备队队长康庆万从1927年6月10日多次带兵围剿柴山洲，当地共产党人和农会会员很多都被抓捕和屠杀，柴山洲特别区农民协会、柴山洲特别区第一农民银行和柴山洲特别区第二农民银行等组织均在康庆万的围剿中被毁，被迫停止活动。